# Pomoștnik, Stara Zagora
Pomoștnik (în bulgară Помощник) este un sat în comuna Gălăbovo, regiunea Stara Zagora,  Bulgaria. 

## Demografie
Componența etnică a satului Pomoștnik
     Nicio identificare (2,97%)
     Bulgari (92,19%)
     Romi (4,83%)
     Turci (0%)
La recensământul din 2011, populația satului Pomoștnik era de 269 locuitori. Din punct de vedere etnic, majoritatea locuitorilor (92,19%) erau bulgari, cu o minoritate de romi (4,83%). Pentru 2,97% din locuitori nu este cunoscută apartenența etnică.